# Torquato Tasso (1985)
Torquato Tasso ist die 1985 geschaffene Fernsehaufzeichnung einer Inszenierung des gleichnamigen Schauspiels in fünf Aufzügen von Johann Wolfgang von Goethe, in der Regie von Friedo Solter im Deutschen Theater Berlin, durch das Fernsehen der DDR.

## Handlung
Da es sich hier um eine Theaterinszenierung handelt, siehe: Torquato Tasso

## Produktion
Die Premiere dieser Inszenierung fand am 2. Oktober 1975 während der XIX. Berliner Festtage des Theaters und der Musik im Deutschen Theater Berlin statt. Hier wurde am 26. März 1985 auch die Vorstellung mit dem Bühnenbild sowie den Kostümen von Jochen Finke und den Darstellern der Premiere des Jahres 1975 aufgezeichnet. Für die Dramaturgie waren Hans Nadolny und Helmut Rabe zuständig.
Die Erstausstrahlung erfolgte als Direktübertragung im 2. Programm des Fernsehens der DDR am 26. März 1985 in Farbe.

## Kritik
Helmut Ullrich schrieb zur Theaterpremiere in der Neuen Zeit:

„In ihrer Darstellung von Disharmonien besitzt die Aufführung [denn doch] auch ihre eigene Harmonie. Die überzeugenden Darstellerleistungen sind überdies durch klare Verständlichkeit der Goetheschen Verssprache ausgezeichnet. Die von Jochen Finke entworfene Ausstattung ist so schön wie bedeutungshaltig …“